# Прапор Ренійського району
Пра́пор Рені́йського райо́ну — офіційний символ Ренійського району Одеської області, затверджений 20 травня 2004 року рішенням № 236-XXIV сесії Ренійської районної ради.

## Опис
Прапор являє собою прямокутне полотнище зі співвідношенням сторін 2:3, яке поділене навкіс від верхнього лівого кута білою смугою на три частини: жовту біля древка і блакитну з вільного краю. У центрі білої смуги знаходиться герб району, що виглядає як щит, поділений срібним нитяним хрестом. На першому, лазуровому, полі знаходиться срібний якір; на другому, червоному, розташоване золоте виноградне гроно з листком; на третьому, червоному, розміщено золотий кукурудзяний качан поміж хлібних колосків; на четвертому, лазуровому — три срібні риби: щука, оселедець та короп одна над одною.

## Символіка
Прапор несе в собі таку символіку:
- Жовтий колір — символ достатку, позначає степову місцевість Бессарабії, хліборобство та зерновое господарство.
- Білий — символізує миролюбство та прикордонність району.